# Melanagromyza vectabilis
Melanagromyza vectabilis är en tvåvingeart som beskrevs av Spencer 1973. Melanagromyza vectabilis ingår i släktet Melanagromyza och familjen minerarflugor. Inga underarter finns listade i Catalogue of Life.